# Čehoslovačka
Čehoslovačka je bila srednjoeuropska država nastala kao državna zajednica Češke i Slovačke, a postojala je od 1918. do 1939. te od 1945. do 1992. godine. Obuhvaćala je povijesne zemlje Češku, Moravsku i Slovačku.
U razdoblju od kraja Drugog svjetskog rata pa sve do raspada 1992. godine Čehoslovačka se prostirala na površini od 127.900 km² i 1992. godine imala 15,7 milijuna stanovnika.
Graničila je s Poljskom na sjeveru, tadašnjim Sovjetskim Savezom na istoku, Mađarskom i Austrijom na jugu, tadašnjom Zapadnom Njemačkom na jugozapadu, te tadašnjom Istočnom Njemačkom na sjeverozapadu. 
Po Ustavu iz 1960. godine Čehoslovačka Socijalistička Republika bila je federalna država koju su sačinjavale Češka Socijalistička Republika i Slovačka Socijalistička Republika.
Zastava Češke Republike je ista kao i zastava Čehoslovačke. Nakon raspada Čehoslovačke, Slovačka je usvojila novu zastavu, dok je Češka Republika zadržala ovu zastavu zbog svojih povijesnih veza.

## Čehoslovačka Republika
Nastala koncem I. svjetskoga rata (1918.) ujedinjenjem nekoliko provincija urušene Austro-Ugarske Monarhije. Tijekom Prvog svjetskog rata mali broj Čeha i Slovaca, čehoslovačke legije, borio se sa saveznicima u Francuskoj i Italiji, dok je veliki broj napušten u Rusiju u zamjenu za potporu neovisnosti Čehoslovačke od Austrijskog carstva. S izbijanjem Prvog svjetskog rata, Masaryk je počeo raditi za češku neovisnost u sindikatu sa Slovačkom. S Edvardom Benešom i Milanom Rastislavom Štefánikom, Masaryk je posjetio nekoliko zapadnih zemalja i dobio potporu utjecajnih publicista. Službeno ju je proglasila nezavisnom državom 28. listopada 1918. skupina najutjecajnijih političara (Tomáš Masaryk, Edvard Beneš i dr.). Odmah nakon proglašenja nezavisnosti, Čehoslovačku su priznale članice Antante. U međuratnom razdoblju Čehoslovačka je bila jedna od gospodarski najrazvijenijih i politički najstabilnijih zemalja srednje i istočne Europe s razvijenim sustavom parlamentarne demokracije. U tom razdoblju predsjednik Čehoslovačke bio je Tomáš G. Masaryk (1918. – 1935.).
- Granice u Parizu 1919.
- Tomáš Garrigue Masaryk
- Granice po Trianonu 1920.
- Čehoslovačke zemlje

## Njemačka okupacija u II. svj. ratu
Nakon dolaska Adolfa Hitlera na vlast u Njemačkoj 1933., brojna njemačka manjina na zapadu Čehoslovačke u Sudetima (oko 3,5 milijuna Nijemaca) priklonila se nacističkoj ideologiji i podupirala ideju ujedinjenja toga područja s Njemačkom. Nakon sporazuma u Münchenu (29. rujna 1938.) Francuska i Velika Britanija dopustile su Njemačkoj okupaciju svih područja u Češkoj u kojima su Nijemci činili većinu, a već 1939. njemačka vojska okupirala je i ostatak Čehoslovačke. Češku i Moravsku pretvorila je u protektorat, a Slovačka je postala nezavisna država iako je tijekom cijeloga II. svjetskoga rata vojno i politički bila podređena Njemačkoj. Godine 1940. u Londonu je osnovana vlada Čehoslovačke u progonstvu na čelu s Edvardom Benešom. U kolovozu 1944. na istočne granice Čehoslovačke došla je sovjetska vojska, a zemlja je konačno oslobođena u svibnju 1945. (Prag 10. svibnja).
- Narodnosni sastav Čehoslovačke 1930.
- Podjela Čehoslovačke u Drugom svjetskom ratu
- Unutarnja podjela Čehoslovačke nakon rata

## Čehoslovačka Socijalistička Republika
Odmah nakon rata Čehoslovačkoj su priznate granice iz razdoblja prije Münchenskoga sporazuma (s iznimkom Zakarpatske oblasti, Karpatske Ukrajine (Rutenije), koja je pripojena sovjetskoj Ukrajini), a iz Sudetske oblasti iseljeni su svi stanovnici njemačke nacionalnosti. Na parlamentarnim izborima 1946. najviše glasova (38%) dobila je Komunistička partija Češke, koja je formirala koalicijsku vladu na čelu s Klementom Gottwaldom. Zbog nesuglasica oko prihvaćanja Marshallova plana, ta se vlada raspala pa je u veljači 1948. osnovana nova koalicijska vlada komunista i socijalista. Iste godine dolazi do ujedinjenja komunističkih partija Češke i Slovačke sa Socijaldemokratskom strankom. Godine 1949. Čehoslovačka postaje članica SEV-a, a 1955. Varšavskoga pakta. 
Od novog ustava iz 1960. službeni je naziv države Čehoslovačka Socijalistička Republika (ČSSR). Kult ličnosti u Čehoslovačkoj dostiže vrhunac u vrijeme predsjednika Antonína Novotnoga, izabranog 1957., kada zemlja ulazi i u duboku gospodarsku krizu. 

### Praško proljeće 1968.
Na plenumu Centralnoga komiteta Komunističke partije Čehoslovačke u siječnju 1968. Novotný je smijenjen, a za novoga partijskog sekretara izabran je Alexander Dubček. Dana 30. ožujka iste godine Novotný je smijenjen i s položaja predsjednika republike, a za novoga je postavljen Ludvík Svoboda. U novoizabrani Prezidij Komunističke partije Čehoslovačke također su postavljeni novi ljudi skloni reformama. Centralni komitet Komunističke partije Čehoslovačke donio je 5. travnja novi politički i gospodarski program reforma. Time je počelo takozvano praško proljeće. 
Jedna od najvažnijih ideja novog programa bilo je davanje autonomije Slovačkoj, čime bi država bila preustrojena u federaciju dviju zemalja. Započete su industrijske i poljoprivredne reforme, te su izvršene promjene u ustavu kojim su povećana građanska prava i slobode. Obnovljena je sloboda tiska, pojedine skupine intelektualaca nastojale su organizirati nove oblike političkog okupljanja (obnova Socijaldemokratske stranke), ojačao je utjecaj kršćanskih crkava, osnovane su udruge nacionalnih manjina, a započeto je i s osnivanjem udruga za ljudska prava. Dana 27. lipnja u časopisu Literární listy objavljen je dokument naslovljen Dvije tisuće riječi, koji su potpisali utjecajni intelektualci i kojim su zahtijevane još brže demokratske reforme.

### Intervencija Varšavskog pakta
Iako je Dubček uvjeravao SSSR i ostale članice Varšavskoga pakta da može kontrolirati demokratsku preobrazbu Čehoslovačke, pet zemalja toga pakta (SSSR, Poljska, Istočna Njemačka, Mađarska i Bugarska), izuzev Rumunjske, odlučilo se za intervenciju u Čehoslovačkoj. Dana 20. kolovoza 1968. vojne postrojbe ovih zemalja ušle su, na formalni poziv jedne skupine partijskih rukovodilaca, u Čehoslovačku i vrlo je brzo okupirale. Dana 17. travnja 1969. Dubček je smijenjen s položaja prvoga sekretara CK KP Čehoslovačke, a na to mjesto izabran je Gustáv Husák (od 1975. i predsjednik ČSSR-a). Husák je sve reforme provedene u vrijeme praškoga proljeća ocijenio kao opasne za socijalizam, te je potpuno napustio gospodarske reforme provođene u vrijeme Dubčeka.

### Husákov režim (1969. – 1989.)
Do početka 1980-ih novi gospodarski programi pokazali su se potpuno neuspješnima i Čehoslovačka je ušla u duboku ekonomsku krizu. Na političkom planu Husák je uspješno eliminirao sve političke protivnike, a rad u kulturnim i znanstvenim ustanovama uvjetovao je članstvom u Komunističkoj partiji. Godine 1977. skupina intelektualaca potpisala je peticiju (Povelja 77) protiv Husákova režima, zbog čega su mnogi od njih zatvoreni. Ta je skupina imala vodeću ulogu u takozvanoj baršunastoj revoluciji koja je uzrokovala ukinuće socijalizma u Čehoslovačkoj potkraj 1989. Dana 17. studenoga te godine održana je komemoracija povodom 50. godišnjice studentskih demonstracija u Pragu okupiranom od nacista. Nasilje policije tom je prigodom izazvalo demonstracije u svim većim gradovima u zemlji. 

### Baršunasta revolucija (1989.)
Demokratske snage predvodio je Građanski forum, na čelu s piscem Václavom Havelom, koji je u prosincu 1989. izabran za predsjednika Čehoslovačke. Na prvim slobodnim izborima u lipnju 1990. Građanski forum dobio je većinu u parlamentu. U lipnju 1991. posljednje sovjetske postrojbe napustile su zemlju. Godine 1991. – 1992. dolazi do slabljenja federacije te se izražava težnja Slovaka i Čeha za neovisnim državama. Na parlamentarnim izborima u lipnju 1992. za češkoga premijera izabran je Václav Klaus, a za slovačkoga Vladimír Mečiar. U studenome 1992. zastupnici u Narodnom parlamentu izglasali su dokinuće Čehoslovačke koje je formalno proglašeno 31. prosinca 1992. Time je Čehoslovačka mirnim putem podijeljenja na Češku i Slovačku.

## Unutarnje poveznice
- Praško proljeće
- Baršunasta revolucija
- Češka, povijest Češke
- Slovačka, povijest Slovačke

## Vanjske poveznice

### Ostali projekti
|  | Zajednički poslužitelj ima stranicu o temi Čehoslovačka    |
|  | Zajednički poslužitelj ima još gradiva o temi Čehoslovačka |
|  | Zajednički poslužitelj sadrži atlas Čehoslovačke           |